# (8430) Florey
(8430) Florey és un asteroide pertanyent al cinturó d'asteroides, descobert el 25 de desembre de 1997 per Frank B. Zoltowski des de l'Observatori de Woomera, a Austràlia.
Inicialment es va designar com 1997 YB5. Més endavant va ser anomenat en honor del farmacòleg australià Howard Walter Florey (1898-1968).
Orbita a una distància mitjana del Sol de 2,8070 ua, podent acostar-s'hi fins a 2,5206 ua i allunyar-se'n fins a 3,0935 ua. Té una excentricitat de 0,1020 i una inclinació orbital de 3,6694° graus. Triga a completar una òrbita al voltant del Sol 1717 dies. Pel que fa a les característiques físiques, la seva magnitud absoluta és 13,8.